# ノーマン・マクリーン
ノーマン・マクリーン（Norman Maclean、本名：Norman Fitzroy Maclean 、1902年12月18日 - 1990年8月2日）は、アメリカ合衆国の作家。

## 経歴
アイオワ州クラリンダのスコットランド系の牧師の家庭に生まれる。シカゴ大学英文学教授を長年勤め定年後の74歳で、若くして死んでしまった弟の想い出をもとに自伝的処女作『マクリーンの川』を執筆。20世紀アメリカ文学の古典と賞賛され、ロングセラーとなった。また続編『マクリーンの渓谷』は全米批評家協会賞を受賞した。

## 著書
- 『マクリーンの川』 A River Runs Through It 渡辺利雄訳、集英社、1993　のち文庫
- 『マクリーンの森』 A River Runs Through It　渡辺利雄訳、集英社、1994
- 『マクリーンの渓谷 -若きスモークジャンパー(森林降下消防士)たちの悲劇』 Young Men and Fire 水上峰雄訳 集英社、1997

## 備考
ロバート・レッドフォード監督によって映画化された『リバー・ランズ・スルー・イット』（A River Runs Through It, 原作邦題『マクリーンの川』）はブラッド・ピットの出世作にもなった。